# Драгижево
Драги́жево (болг. Драгижево) — село у Великотирновській області Болгарії. Входить до складу общини Лясковець.

## Населення
За даними перепису населення 2011 року у селі проживала 831 особа.
Національний склад населення села:
| Національність   | Кількість осіб | Відсоток |
| ---------------- | -------------- | -------- |
| болгари          | 736            | 96,0%    |
| цигани           | 6              | 0,8%     |
| турки            | 5              | 0,7%     |
| інша             | 18             | 2,3%     |
| Всього відповіли | 767            |          |

Розподіл населення за віком у 2011 році:
Динаміка населення: